# جاك وارنر (لاعب كرة قاعدة أمريكي)
جاك وارنر (بالإنجليزية: Jack Warner) هو لاعب كرة قاعدة أمريكي، ولد في 15 أغسطس 1872 في نيويورك في الولايات المتحدة، وتوفي في 21 ديسمبر 1943 في فيلادلفيا في الولايات المتحدة.

## وصلات خارجية
- جاك وارنر (لاعب كرة قاعدة أمريكي) على موقعبيزبول رفرنس.كوم (الدوري الرئيسي) (الإنجليزية)